# 許東望
許東望（1486年—？），字應魯，號近山，又號書崖，山東平山衛旗籍直隸安慶府宿松縣人，明朝政治人物。

## 生平
四十三歲中式嘉靖七年（1528年）戊子科山東鄉試第四十三名舉人。嘉靖十七年（1538年）中式戊戌科會試第二百五十三名，登第三甲第一百八十七名進士。十九年任山阴县知县。歷户部郎中，二十七年七月升江西按察司佥事，遷浙江左參議，三十四年七月陞副使。後官陕西潼关兵备副使、甘肃行太仆寺卿。阖扉冥坐，习养生家言，手缉古今名方。所著《性命三编》多可览。年八十余，目光炯炯，灯下能书蝇头细字，郡人传其幼年遇仙云。

## 家族
曾祖許宏，贈知縣；祖父許麾，太僕寺寺丞；父許堯，引禮舍人。母田氏。永感下。